# Cartagena das Índias
Cartagena das Índias ou Cartagena é a capital do departamento de Bolívar, na Colômbia. É a quinta maior cidade do país, e a segunda maior da região, depois de Barranquilha; e sua região metropolitana é a quinta maior concentração urbana da Colômbia. Suas mais significantes atividades econômicas são os complexos marítimos, pesqueiros, petroquímicos e o turístico.
A cidade foi fundada em 1 de junho de 1533, e foi batizada em homenagem a Cartagena, na Espanha. No entanto, o assentamento de vários povos indígenas na região da Baía de Cartagena data de 4000 a.C.. Durante o período colonial, a cidade teve um papel fundamental na administração e na expansão do Império Espanhol nas Américas, sendo sede de governo e moradia dos vice-reis espanhóis. O centro histórico de Cartagena, conhecido como a cidade fortificada, foi declarado Patrimônio Nacional da Colômbia, em 1959, e posteriormente Patrimônio Mundial pela Unesco, em 1984. Em 2007, suas fortificações e planejamento arquitetônico militar foram declarados como a quarta maravilha da Colômbia.

## História

### Período pré-colombiano: 4000 a.C. - 1500 d.C.
A cultura de Puerto Hormiga, que se encontra na costa do Caribe, em particular na área do delta do rio Sinú até a baía de Cartagena, parece ser a primeira comunidade humana documentada no que hoje é a Colômbia. Os arqueólogos estimam que, por volta de 4000 a.C, a cultura formativa estava localizada próxima das fronteiras dos atuais departamentos de Bolívar e Sucre. Nesta área, escavações encontraram os mais antigos objetos de cerâmica das Américas, datados em torno de 4000 a.C.. Acredita-se que a principal razão da proliferação de sociedades primitivas nesta zona tenha sido os climas amenos e a abundância de vida silvestre, o que permitiu aos habitantes caçadores uma vida confortável.
Pesquisadores apontam que o declínio da cultura de Puerto Hormiga, bem como dos assentamentos próximos, aconteceu em torno de 3000 a.C.. O surgimento de uma cultura mais desenvolvida, a Monsú, viveu, segundo hipóteses, próxima dos atuais bairros de Pasacaballos e Ciénaga Honda, no extremo norte da ilha Barú. Esta cultura fazia uso da cerâmica, habilidade que parece ter sido herdada da antiga cultura de Puerto Hormiga. Eles também desenvolveram uma economia mista de agricultura e manufatura básica. A dieta dos Monsú se baseava principalmente em mariscos, e peixes de águas doce e salgada.
O progresso da sociedade do Sinú, nos atuais departamentos de Córdoba e Sucre, ofuscou os primeiros desenvolvimentos ao redor da Baía de Cartagena. Até a colonização espanhola, muitas culturas derivadas das famílias linguísticas de Karib e Arawak viveram ao longo da costa caribenha da Colômbia. No final da era pré-colombiana, a Sierra Nevada de Santa Marta foi o lar do povo Tayrona, cuja língua estava estreitamente relacionada com a família linguística Chibcha.
Por volta de 1500 d.C., a área foi habitada por diferentes tribos da família linguística de Karib, mais precisamente a sub-família Mocanae, incluindo:
- No centro da ilha: Tribo Kalamarí;
- Na Ilha Tierra Bomba: Tribo Carex;
- Na Península de Barú: Tribo Bahaire;
- Na costa oriental da baía exterior: Tribo Cospique;
- Na área suburbana de Turbaco: Tribo Yurbaco.

Algumas tribos subsidiárias dos Kalamari viveram na região do atual bairro de Pie de la Popa, e outras subsidiárias dos Cospique se estabeleceram nas áreas de Membrillal e Pasacaballos. Entre essas tribos, de acordo com os últimos documentos disponíveis, os Kalamari tiveram preeminência. No entanto, apesar de física e administrativamente separadas, todas compartilharam uma arquitetura comum, como cabanas que contavam com espaços internos circulares e teto alto, rodeadas por madeiras paliçadas defensivas.

### Primeiros avistamentos por europeus: 1500-1533
As tentativas falhas, feitas por Alonso de Ojeda, de criar Antiga del Darién em 1506, além dos subsequentes esforços igualmente mal sucedidos de Diego de Nicuesa de realizar a fundação de San Sebastián de Urabá em 1517, fizeram com que a costa sul do mar caribenho se tornasse pouco atrativo para os colonizadores europeus. Eles preferiram, ao invés, as já melhor conhecidas Hispaniola e Cuba.
Apesar da Casa de Contratação ter dado permissão para Rodrigo de Bastidas (1460-1527) conduzir, mais uma vez, uma expedição para esta área, ele explorou a costa e descobriu o delta do Rio Magdalena, em sua primeira viagem de Guajira para o sul, em 1527. A jornada terminaria no Golfo de Urabá, localização dos primeiros assentamentos mal sucedidos. De Nicuesa e De Ojeda notaram a existência de uma grande baía no caminho que faziam de Santo Domingo até Urubá, ou para o istmo do Panamá, o que encorajou Bastidas a investigar e a se interessar novamente pela região.

### Período Colonial:1533-1717
Cartagena foi um dos mais importantes portos comerciais durante o período colonial espanhol nas Américas. Era especialmente utilizado para escoar ouro e prata aos portos da Espanha de Cartagena, Cádiz e Sevilha para a Coroa Espanhola. O ouro e a prata, extraídos de minas, principalmente, em Nova Granada e no Peru eram transportados até Cartagena, e embarcados nos galeões espanhóis, passando pelo porto de Havana, Cuba com destino aos portos da Espanha. Veio a se tornar, ao longo do período colonial, um dos maiores centros do comércio de escravizados oriundos da África (juntamente com Veracruz, México; era a única cidade oficialmente autorizada, pela Coroa Espanhola, a realizar o comércio de escravizados nas Américas). Os primeiros escravizados africanos que chegaram em Cartagena foram transportados por Pedro de Heredia e usados, como mão de obra, como cortadores de cana, em abrir estradas, construir prédios e fortalezas e, também, para destruir tumbas da população aborígene do Sinú. Os agentes das portuguesas Companhia de Cacheu, Rios e Comércio da Guiné e, mais tarde, da Companhia de Cacheu e Cabo Verde venderam escravizados para Cartagena, os quais seriam usados para trabalhar em minas na Venezuela, nas Antilhas Espanholas, na Nova Granada e no Peru.
O primeiro espanhol a chegar no que hoje é Cartagena das Índias foi Rodrigo de Bastidas, que havia participado da segunda viagem de Cristóvão Colombo à América. Inicialmente, a área foi batizada pelo navegador como "Golfo de Barú". No entanto, em 1503, o cosmógrafo cântabro Juan de la Cosa, mais tarde, pediu à Rainha Isabel, a Católica que trocasse o nome da região para "Baía de Cartagena", devido a semelhança com a baía de Cartagena de Levante na Espanha.
A cidade foi fundada em 1 de junho de 1533, pelo comandante espanhol Pedro de Heredia, onde antigamente se encontrava uma vila da tribo indígena Calamarí. Rapidamente, Heredia prosseguiu em nomear o Cabildo e traçar as linhas da cidade. Em 1538, a Coroa autorizou a divisão dos índios entre os vizinhos, e taxou os tributos. Cartagena se converteria, nessa época, em uma sociedade colonial de encomenderos. O porto da cidade foi ganhando importância graças a sua baía protegida pelos militares espanhóis, à construção de fortes e muralhas e à sua proximidade com a Cidade do Panamá, outro porto espanhol importante. Nos anos seguintes, Heredia seria preso por crimes contra o povo Sinú e, mais tarde, condenado a morte. Ao contrário do que se pensa, a Coroa velava pelos direitos humanos segundo as "Leis das Índias". Apesar de ter escapado para a Espanha, Heredia morreria durante o naufrágio de seu navio.

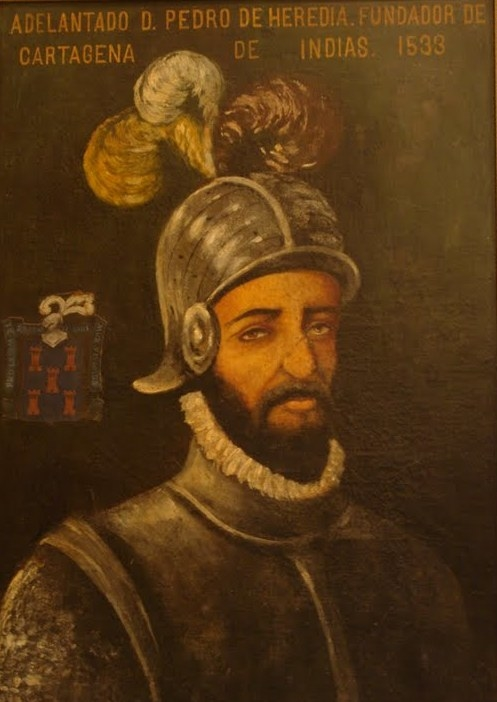
Pedro de Heredia fundou Cartagena no ano de 1533.

Em 5 de fevereiro de 1610, foi estabelecido o Tribunal do Santo Ofício da Inquisição, em Cartagena, através de um decreto emitido pelo rei Filipe II. O Palácio da Inquisição, de arquitetura colonial, concluído em 1770, ainda preserva sua fachada original. Quando Cartagena declarou sua independência da Espanha, em 11 de novembro de 1811, os inquisidores foram intimados a deixar a cidade. A Inquisição voltaria, depois da Reconquista, em 1815, mas acabaria por desaparecer completamente, seis anos depois, após a derrota espanhola, forçada por tropas lideradas por Simón Bolívar.
Com a fama de esbanjar grande riqueza e prosperidade, transformou-se em um local de pilhagem atraente para piratas e corsários. Por isso, o Rei Filipe II encomendou ao marechal de campo Luis de Tejada e ao engenheiro militar italiano Bautista Antonelli onze quilômetros de muralhas e fortes que serviriam de defesa para a cidade entre os séculos XVII e XVIII. A fortificação é considerada a mais completa da América do Sul e foi terminada em 1796 pelo engenheiro espanhol Antonio de Arévalo. Este projeto incluía, dentre outros, a construção do Castelo de San Felipe de Barajas, nomeado em homenagem ao rei espanhol Felipe IV. O castelo foi construído durante o mandato do Governador Pedro Zapata de Mendoza, Marquês de Barajas, e serviu para repelir ataques terrestres. É equipado com guaritas, possui edificações para armazenamento de alimentos e armas, além de conter túneis subterrâneos que fazem ligações do castelo com as fortificações. O forte original foi construído entre 1639 e 1657, no topo do monte San Lazaro. Em 1762, uma extensiva expansão foi realizada, e o resultado final é o atual complexo, no centro histórico de Cartagena.
O ataque a Cartagena, também conhecida como Expedição de Cartagena, ocorrido em 1697, realizado por Jean Baptiste Ducasse e pelo Baron de Pointis, foi uma invasão motivada por fins políticos. Na ausência de um sucessor do sexo masculino para o trono espanhol dos Habsburgos, o rei francês Luís XIV queria que seu neto, Felipe V, tivesse direito à sucessão, e conquistar Cartagena poderia ajudá-lo significativamente. O objetivo político por trás da invasão foi prejudicado por Ducasse, governador de Saint-Domingue- hoje Haiti-, que tinha planos de roubar a cidade. A entrada para o local foi dificultada pelos, até então, recém terminados projetos de amuralhamento, o que fez a invasão terminar altamente custosa para seus realizadores. Ducasse permaneceu apenas alguns meses na cidade, mas deixou grande destruição, inclusive em igrejas e locais sagrados, desonrando uma promessa feita ao Baron.

### Período Vice-Reinal: 1717-1810
Apesar de o século XVIII ter começado com muitos problemas para a cidade, aos poucos a conjuntura apresentaria melhoras. As políticas econômicas favoráveis ao comércio, após a subida ao trono de uma nova dinastia em Madri, bem como o estabelecimento do Vice-Reino de Nova Granada, em 1717, colocaram Cartagena como uma das cidades mais beneficiadas da Colônia. Durante este novo período, a cidade se tornaria a mais povoada do Vice-reino, passando a marca de 18 000 habitantes.
A reconstrução após o Ataque a Cartagena (1697) foi inicialmente devagar, mas com o fim da Guerra da Sucessão Espanhola, por volta de 1711, e a administração competente de Juan Díaz de Torrezar Pimienta, as muralhas foram reconstruídas, os fortes reorganizados e restaurados, bem como serviços públicos e prédios reabertos à população. Por volta de 1710, a cidade estava completamente recuperada. Ao mesmo tempo, as reformas nas políticas restritivas de comércio do Império Espanhol encorajaram o estabelecimento de novas casas comerciais e projetos privados. Durante o governo de Filipe V, a cidade teve muitos projetos públicos em construção, entre eles o Forte de San Fernando, o Hospital da Obra Pía e a pavimentação de todas as ruas, bem como a abertura de novas estradas.
Em 13 de março de 1741, a cidade sofreu um novo ataque de grande escala, liderado por tropas coloniais britânicas e norte-americanas, subordinadas ao almirante Edward Vernon (1648-1757). Os atacantes chegaram a Cartagena com uma frota massiva de 186 navios e 23 600 homens, incluindo 12 000 de infantaria. Contra eles, estavam seis navios espanhóis e menos de 3 000 homens. Esta ação ficou conhecida como Sítio de Cartagena de Índias, que fez parte da Guerra da Orelha de Jenkins. O cerco foi interrompido devido ao início da estação chuvosa tropical, depois de semanas de intenso combate, em que os grupos de desembarque britânicos foram repelidos com sucesso pelas forças espanholas e indígenas, essas lideradas pelo comandante General Blas de Lezo, morto na batalha. A batalha foi um absoluto desastre para as forças inglesas, e representou uma perda significativa para suas tropas (estima-se que as baixas girem em torno de 8 000 e 11 000 homens).
A vitória aumentou o controle espanhol sob as águas caribenhas, o que ajudou a garantir a segurança de seu grande Império até o século XIX. O Almirante Vernon foi acompanhado em sua retirada pelas tropas coloniais norte-americanas, que incluíam o irmão de George Washington, Lawrence Washington, que ficou tão impressionado com Vernon que nomeou sua propriedade de Mount Vernon em homenagem a ele.

### Idade de prata: 1750-1808
O período pós-Vernon ficou conhecido como "Idade de prata" da cidade. Nele, houve uma expansão dos edifícios existentes, uma imigração em massa originada de várias cidades do Vice-reino, e um aumento do poder político-econômico da cidade.
O poder político do Vice-reino, que estava mudando de Bogotá para a costa, completou sua transferência quando os vice-reis decidiram residir permanentemente em Cartagena. Os habitantes da cidade eram os mais ricos da colônia, e a aristocracia já havia estabelecido mansões na área. Nessa época, surgiram bibliotecas e estabelecimentos de impressão, além do primeiro café de todo o Vice-Reino da Nova Granada. O progresso intenso, visto na segunda metade do século XVIII, teve um fim abrupto em 1808, com a crise geral que se abateu sob o Império Espanhol, iniciado com o Motim de Aranjuez e todas as suas consequências.

### 1808-Século XX
Em 11 de novembro de 1811, a cidade declarou sua independência, após estar sob o domínio espanhol por mais de 275 anos. Havia sido a maior cidade do Vice-reino da Nova Granada até 1811, até que a Guerra Peninsular, que acabaria por se converter em Independência da América Espanhola, e a Revolta dos Comuneros, marcou um declínio dramático em todos os aspectos para a cidade que havia se convertido na capital virtual da Nova Granada. Em decorrência disso, ela foi quase totalmente destruída e viu seus antigos palácios e edifícios públicos virarem ruínas. Nenhum censo existe para a época, mas há relatos de como Cartagena se converteu em praticamente uma cidade fantasma, salvo pelos cerca de 500 escravos libertos que ali passaram a viver.
Em meados de 1815, uma grande frota expedicionária espanhola, sob comando de Pablo Morillo, havia chegado a Nova Granada e forçou um sítio contra os insurgentes. Depois de cinco meses de resistência, e baixo fome e doenças, a cidade se rendeu em dezembro de 1815. Como consequência deste episódio, Cartagena receberia o título de "Cidade Heróica". No ano seguinte, os esforços combinados das tropas espanholas e coloniais, marchando ao sul desde Cartagena e ao norte desde redutos monarquistas em Quito, Pasto e Popayán, completaram a reconquista de Nova Granada, tomando Bogotá, em 6 de maio de 1816.
Em 1821, o General Mariano Montilla realizou outro cerco a Cartagena, com o objetivo de expulsar as tropas monarquistas da cidade. Assistido por forças navais sob o comando de José Prudencio Padilla, a cidade se entregaria em 1 de outubro de 1821, após 159 dias. Entre os que se renderam estavam o Brigadeiro Gabriel Torres, comandante das forças monarquistas. Os patriotas capturaram grandes quantidades de pólvora, chumbo, espingardas e peças de campo.
Cartagena foi a última cidade na Colômbia a ser libertada do governo hispânico. Tantos cercos e a guerra de independência fariam com que a cidade se convertesse em fantasma. Em torno de quinhentos escravos libertos viviam na cidade, cujos palácios e edifícios públicos se encontravam em ruínas. Passada a guerra, a recuperação foi lenta, devido às políticas isolacionistas das elites andinas da época e à instabilidade política da região. Somente a partir de 1880 a cidade começaria a se desenvolver. Imigrantes de todas as partes do mundo, principalmente Sírios, Palestinos, Libaneses e Chineses, se estabeleceram na área, neste período.

### Século XX-Atualidade
O novo milênio trouxe profundas transformações para a Cartagena, tanto no quesito econômico, como no social, político e cultural. O desenvolvimento industrial e a consolidação de uma elite empresarial, representada por comerciantes, banqueiros e industriais, associados à imigração estrangeira, tornaram possíveis esta nova fase para a cidade.
Cartagena não foi abalada pelas guerras civis que estremeceram a Colômbia. A paz e a inauguração de uma estrada de ferro, unindo a cidade ao porto de Calamar, sob o Rio Magdalena, permitiram que a baía recuperasse seu papel estratégico como porto comercial no mar do Caribe. Algumas famílias conseguiram consolidar capitais em torno das atividades de comércio exterior e fabricação de bens de consumo. Em 1891, a cidade já contava com uma planta elétrica, enquanto que em 1904 a cidade passaria a contar com um aqueduto. Em 1905, se iniciou uma transformação planificada da cidade.
Entre 1930 e 1970, a população apresentou taxas de crescimento maiores do que a média nacional colombiana. Em 1980, a população da cidade já havia quase triplicado. Acredita-se que a razão para este fato tenha sido uma mistura de privatização da infraestrutura portuária e descentralização do turismo, o que gerou muita oportunidade de emprego para a região. Cartagena, ainda, foi a cidade que mais recebeu imigrantes do campo, com o começo da guerra civil, nas regiões andinas, nos anos 1990.
A 6ª Cúpula das Américas foi celebrada em Cartagena, no ano de 2012, e contou com a presença de diversos chefes de Estado, incluindo Barack Obama dos Estados Unidos.
|  |

## Geografia

### Localização
Cartagena é banhada pelo Mar do Caribe na região oeste. Ao sul está a Baía de Cartagena que tem duas entradas: Bocachica, no sul, e Bocagrande, no norte.

### Bairros
A região metropolitana de Cartagena é formada pelos seguintes bairros:

#### Área Norte
Nessa área está localizado o Aeroporto Internacional Rafael Núñez, localizado no bairro de Crespo, dez minutos distante da área central ou da cidade velha e quinze minutes longe da região moderna. Zona Norte, a área localizada imediatamente a norte do aeroporto tem o Hotel Las Americas, o escritório de desenvolvimento urbano Barcelona de Índias e vários institutos educacionais.

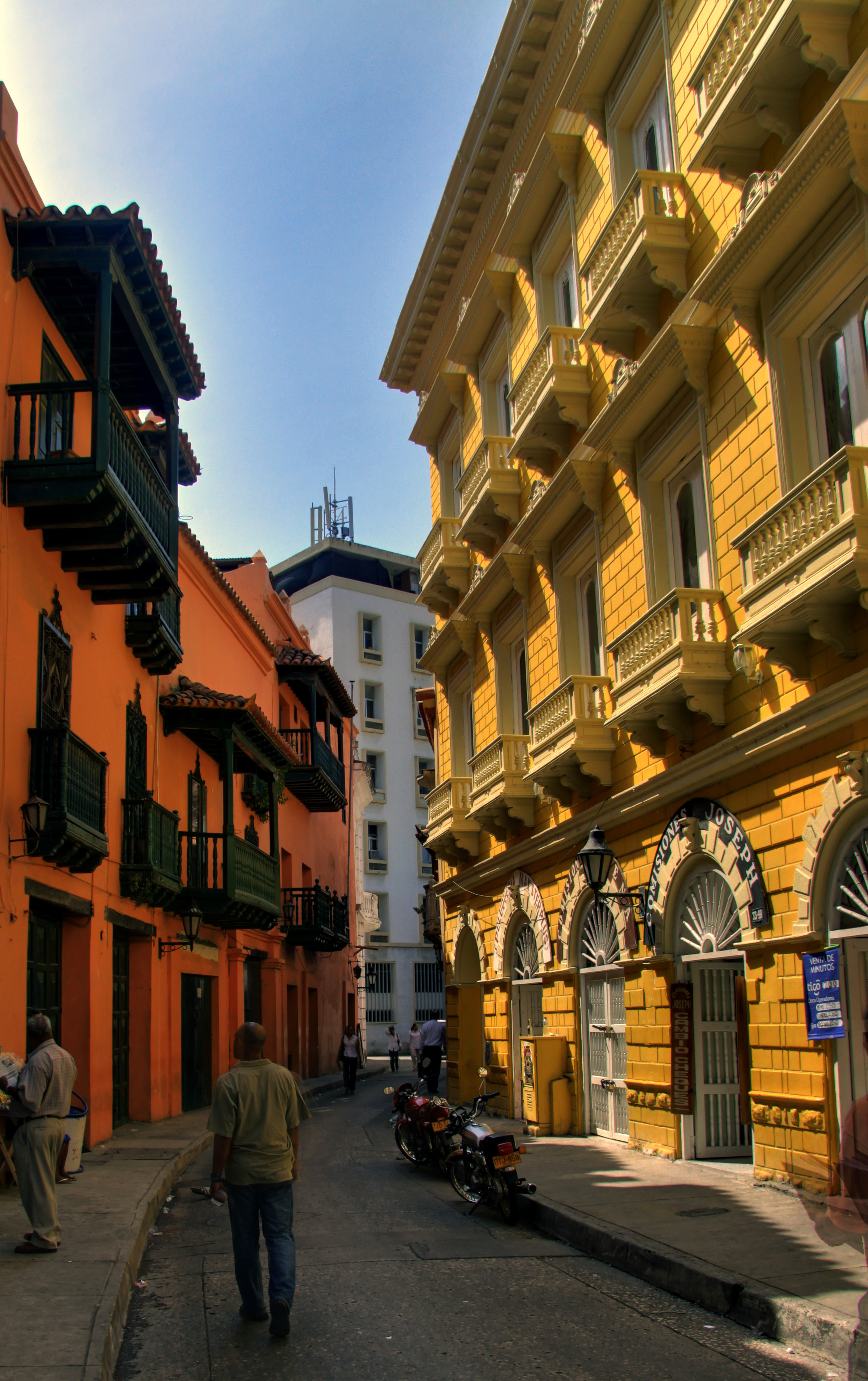
Arquitetura colonial nas ruas do Centro de Cartagena

#### Centro
O Centro de Cartagena tem uma arquitetura variada, grande parte de estilo colonial, mas edifícios com estilo italiano e republicano, como a torre do sino da Catedral, podem ser vistos.
A entrada principal para o centro é pela Puerta del Reloj, que sai na Plaza de los Coches. A poucos passos está localizada a Plaza de la Aduana, perto da prefeitura. Ali perto está a Plaza San Pedro Claver e a igreja também em homenagem ao São Pedro Claver, onde o corpo do santo Jesuíta ('Santo dos escravos africanos') está em um caixão.
Próximo à igreja está a Plaza de Bolívar e o Palácio da Inquisição. Plaza de Bolívar (popularmente conhecida como Plaza de La Inquisicion) é na verdade um pequeno parque com uma estátua de Simón Bolívar no centro. Essa praça é rodeada por edifícios com varandas coloniais. A Agência de Arquivos Históricos dedicado à história de Cartagena não fica muito longe. Perto da agência está localizado o Palácio do Governo, o edifício em que o Governador do Departamento de Bolívar trabalha. Ao lado do palácio está a Catedral de Cartagena, que data do século XVI.
Outra edificação religiosa de grande significado é a restaurada Igreja de Santo Domingo que fica na frente da Plaza Santo Domingo. Na praça está a escultura Mujer Reclinada, um presente do grande artista colombiano Fernando Botero. Perto está o Tcherassi Hotel, uma mansão colonial de 250 anos reformada por Silvia Tcherassi.
No centro também está localizado o Convento dos Padres Augustinianos e a Universidade de Cartagena. A universidade é um centro de educação de alto nível aberto ao público apenas no século XIX. O Claustro de Santa Teresa, que foi remodelado e virou hotel operado pela Charleston Hotels.

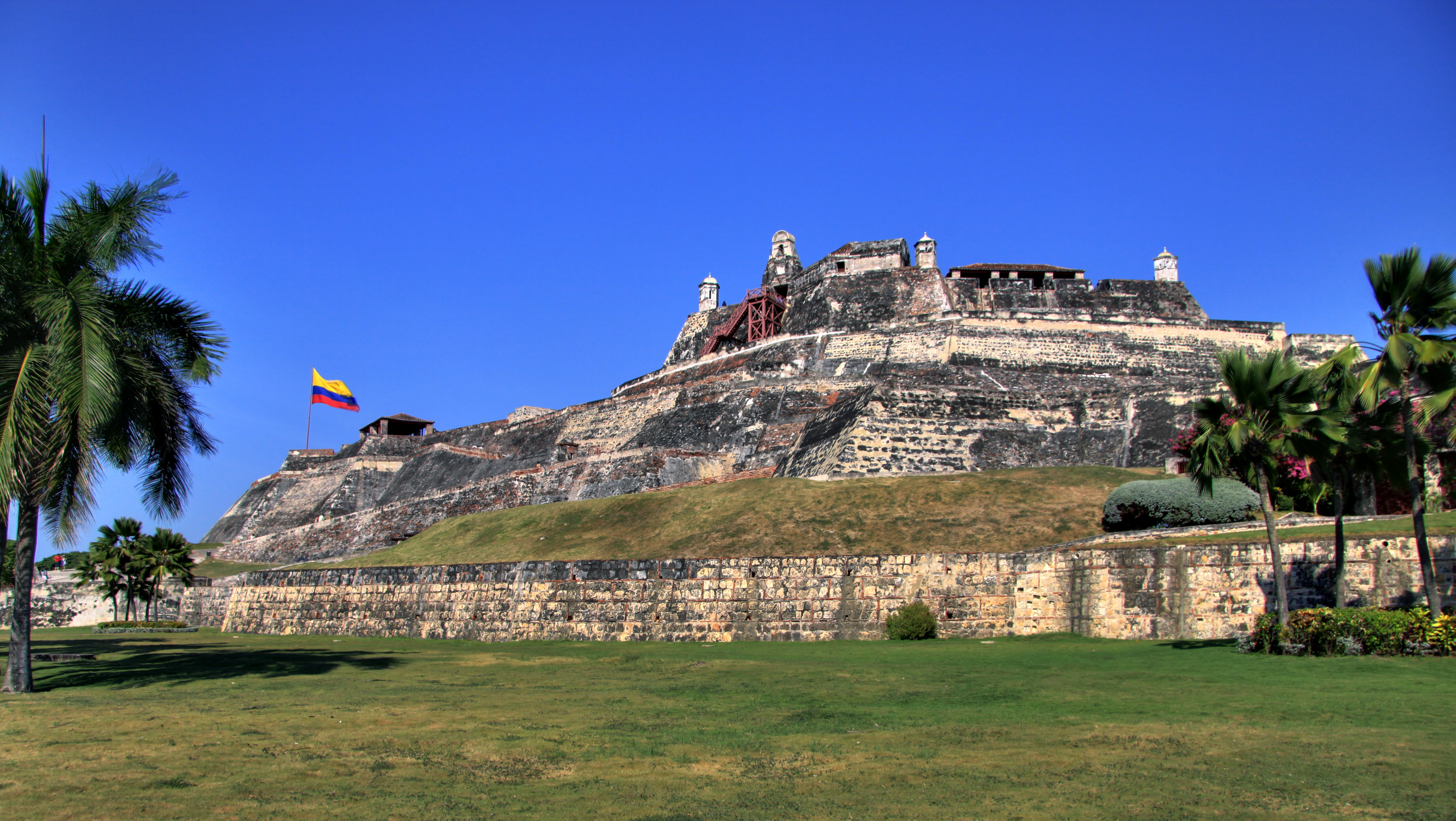
Castelo de San Felipe de Barajas

O Castelo de San Felipe de Barajas fica a uma caminhada de 20 minutos do Centro Histórico, localizado no Pie de la Popa (outro bairro), o maior forte já construído pelos espanhóis em suas colônias. Os diversos túneis do castelo foram construídos com o objetivo de ouvir passos de pessoas de um inimigo em aproximação. Alguns dos túneis estão abertos para visitação nos dias de hoje.

## Literatura
O renomado jornalista e escritor colombiano Gabriel García Márquez, laureado com o Prêmio Nobel de Literatura de 1982, autor do clássico do gênero literário realismo-fantástico latino-americano Cem Anos de Solidão, de 1967, viveu por muitos anos em Cartagena, sendo a cidade inspiração para dois de seus livros: Ninguém Escreve ao Coronel, de 1961 e El amor en los tiempos del cólera (O Amor nos Tempos do Cólera), de 1985.
Em 2015 foi publicado o romance Cartagena, da uruguaia Claudia Amengual, ambientada na Cartagena das Índias, com Gabriel García Márquez como personagem.